# اسيس ساد
اسيس ساد (بالإيطالية: Saad Assis)‏ (26 أكتوبر 1979 بساو باولو في البرازيل - ) هو لاعب كرة الصالات ‏ ولاعب كرة قدم برازيلي وإيطالي في مركز الهجوم. لعب مع نادي برشلونة لكرة القدم داخل الصالات ومنتخب إيطاليا لكرة القدم داخل الصالات وLuparense FC (futsal) ‏ وFS Móstoles ‏.

## وصلات خارجية
- اسيس ساد على موقع الاتحاد الدولي (مؤرشف)  (الإنجليزية)
- اسيس ساد على موقع الاتحاد الأوربي (الإنجليزية)